# Новопокровскаја
Новопокровскаја (рус. Новопокровская) насељено је место руралног типа (станица) на југозападу европског дела Руске Федерације. Налази се на североистоку Краснодарске покрајине и административно припада њеном Новопокровском рејону чији је уједно и административни центар.
Према статистичким подацима Националне статистичке службе Русије за 2010. у насељу је живело 19.684 становника и једно је од највећих сеоских насеља у Русији.

## Географија
Станица Новопокровскаја се налази у североисточном делу Краснодарског краја, односно у централном делу припадајућег му Новопокровског рејона. Лежи у ниској степи Кубањско-приазовске низије, на месту где се у реку Јеју улива њена притока Корсун. Село се налази на надморској висини од 66 метара.
Село се налази на око 205 километара североисточно од покрајинског центра Краснодара, односно на неких 50 километара северно од града Тихорецка.

## Историја
Село Новопокровско основали су 1827. колонисти из тадашње Вороњешке, Курске и Харковске губерније. Године 1848. село је предато на управу Козацима, и додељен му је статус козачке станице.
Већ почетком прошлог века у селу је живело готово 10.000 становника. Статус рејонског центра има од 1924. године, од оснивања Новопокровског рејона.

## Демографија
Према подацима са пописа становништва 2010. у селу је живело 19.684 становника.
| 1897. | 1959.  | 1970.  | 1979.  | 1989.  | 2002.  | 2010.  |
| ----- | ------ | ------ | ------ | ------ | ------ | ------ |
| 9.136 | 11.361 | 15.447 | 17.333 | 18.643 | 19.095 | 19.684 |